# Zygmunt Warczygłowa

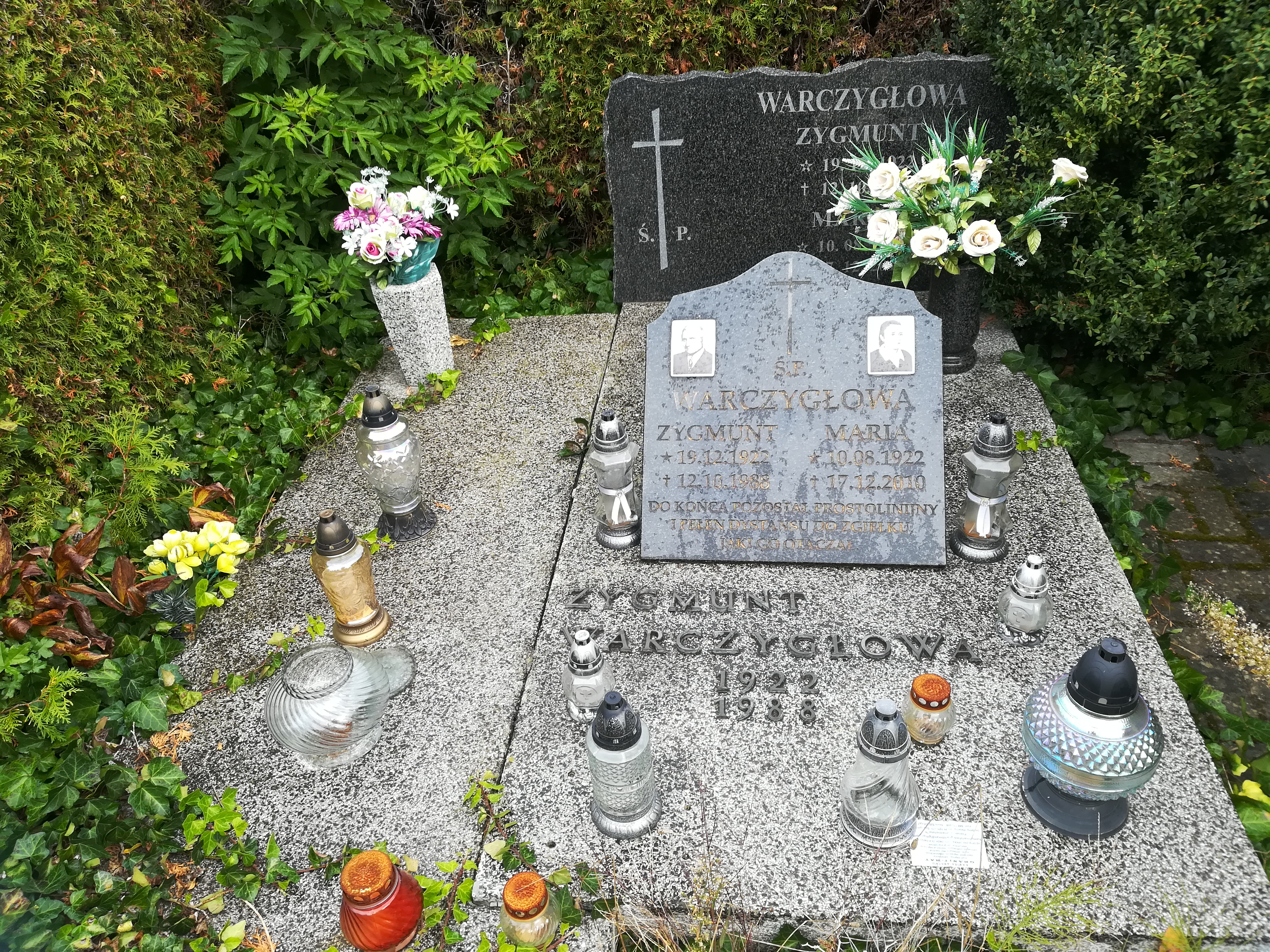
Grób na Cmentarzu Junikowo

Zygmunt Warczygłowa (ur. 19 grudnia 1922 w Poznaniu, zm. 18 października 1988 tamże) – polski malarz prymitywista. 

## Życiorys i sztuka
Urodzony w rodzinie kolejarskiej na Jeżycach z Rufina oraz Anny z domu Bartnik, jako jeden z sześciu synów. Skończył szkołę podstawową na ul. Prądzyńskiego. Początkowo rodzina zamieszkiwała w domu Józefa Bandycha przy ul. Mylnej 4, a w 1935 przeniosła się na Wildę (najpierw na ul. Prądzyńskiego, a potem na ul. Rolną). Pracował dorywczo m.in. w drukarni przy ul. Wybickiego. W czasie okupacji wywieziony na roboty do Niemiec (Dorf Kossebau koło Osterburga). Tam zaczął rysować i malować po godzinie policyjnej, co dostrzegła Niemka, uciekinierka z Dessau i nauczycielka, która poleciła mu w przyszłości rozwijać zdolności przy utrzymaniu unikalnego stylu. Po powrocie do Poznania (1945) pracował w Zakładach Cegielskiego, był też motorniczym poznańskiego tramwaju. W 1946 wyjechał do Łeby, gdzie pracował jako sekretarz w Samopomocy Chłopskiej. W 1954 powrócił po raz drugi do Poznania z poznaną w Łebie żoną – Marią z domu Palczarską (z Sanoka). Całkowicie oddał się twórczości po przejściu na rentę po zapadnięciu na tyfus. 
Głównym tematem jego prac jest architektura Poznania zadziwiająca specyficznym ujęciem, kolorystyką i rozwiązaniami perspektywicznymi, które oddają punkt widzenia kierującego tramwajem. W propagowaniu twórczości mieli duży udział nieżyjący już grafik Zbigniew Kaja, krytyk artystyczny Adam Kochanowski i dyrektor Galerii Miejskiej Arsenał Wojciech Makowiecki. Prezydent Poznania Andrzej Wituski wyprowadził go z niedoświetlonego lokalu przy ul. Rolnej na Wildzie i zapewnił mu mieszkanie na Winogradach, co przyczyniło się do rozwoju jego twórczości. Prace Warczygłowy znajdują się w muzeach w Krakowie, Poznaniu, Zabrzu, Warszawie i Hamburgu. Został pochowany na Cmentarzu Junikowo w Poznaniu w Alei Zasłużonych
W 2016 roku jego imieniem nazwano nową poznańską ulicę zlokalizowaną w obrębie Łaciny.

## Życie prywatne
Z Marią Palczarską ożenił się 18 lipca 1948. Miał z nią córkę – Julię (ur. 19 września 1952).